# Niphoparmena jeanneli
Niphoparmena jeanneli là một loài bọ cánh cứng trong họ Cerambycidae.